# St. Jakob (Obernsees)

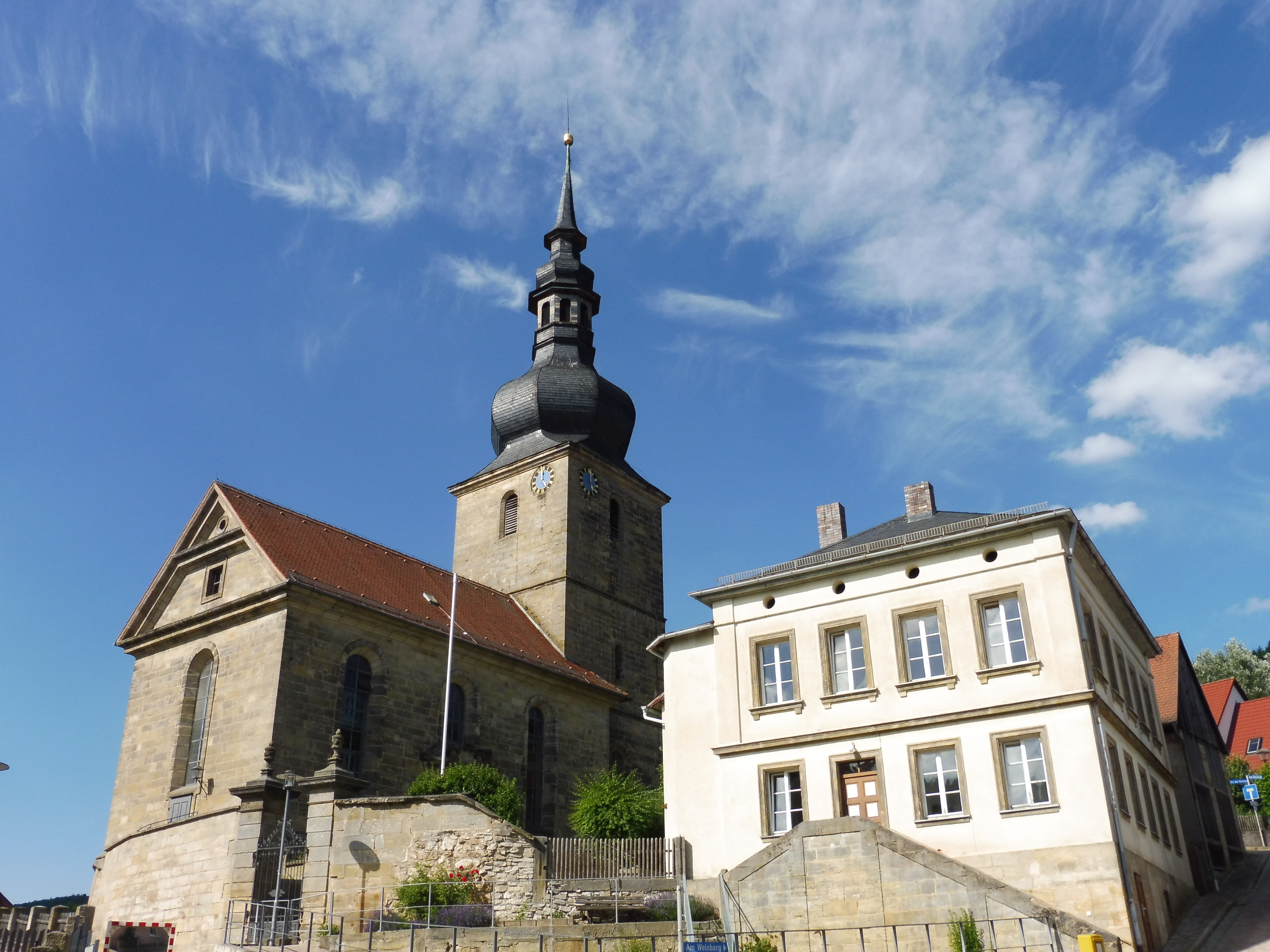
Evangelische Ortskirche St. Jakob, daneben das Gemeindehaus, Kantorat genannt

Die Kirche St. Jakob in Obernsees, einem Gemeindeteil der Gemeinde Mistelgau im Landkreis Bayreuth, ist eine evangelisch-lutherische Pfarrkirche im Markgrafenstil. Das Gotteshaus steht in der Ortsmitte auf einem ins Tal vorspringenden Bergsporn und ist weithin sichtbar.

## Geschichte
Im Jahr 1390 wurde die Kirche St. Vitus zu Obernsees in einem Streit um das Zehntrecht zwischen dem Bischof von Bamberg und dem Burgherrn von Nürnberg genannt. Diese St.-Vitus-Kirche war Anfang des 18. Jahrhunderts so baufällig, dass man 1707 bis 1709 einen neuen Chorturm errichtete. Das Kirchenschiff wurde in den Jahren 1727 bis 1729 zur Zeit des Markgrafen Georg Friedrich Karl  vom Landbauinspektor Johann David Räntz d. Ä. erbaut. Das neue Gotteshaus wurde nach dem Apostel Jakobus benannt.

## Architektur und Ausstattung

### Südportal

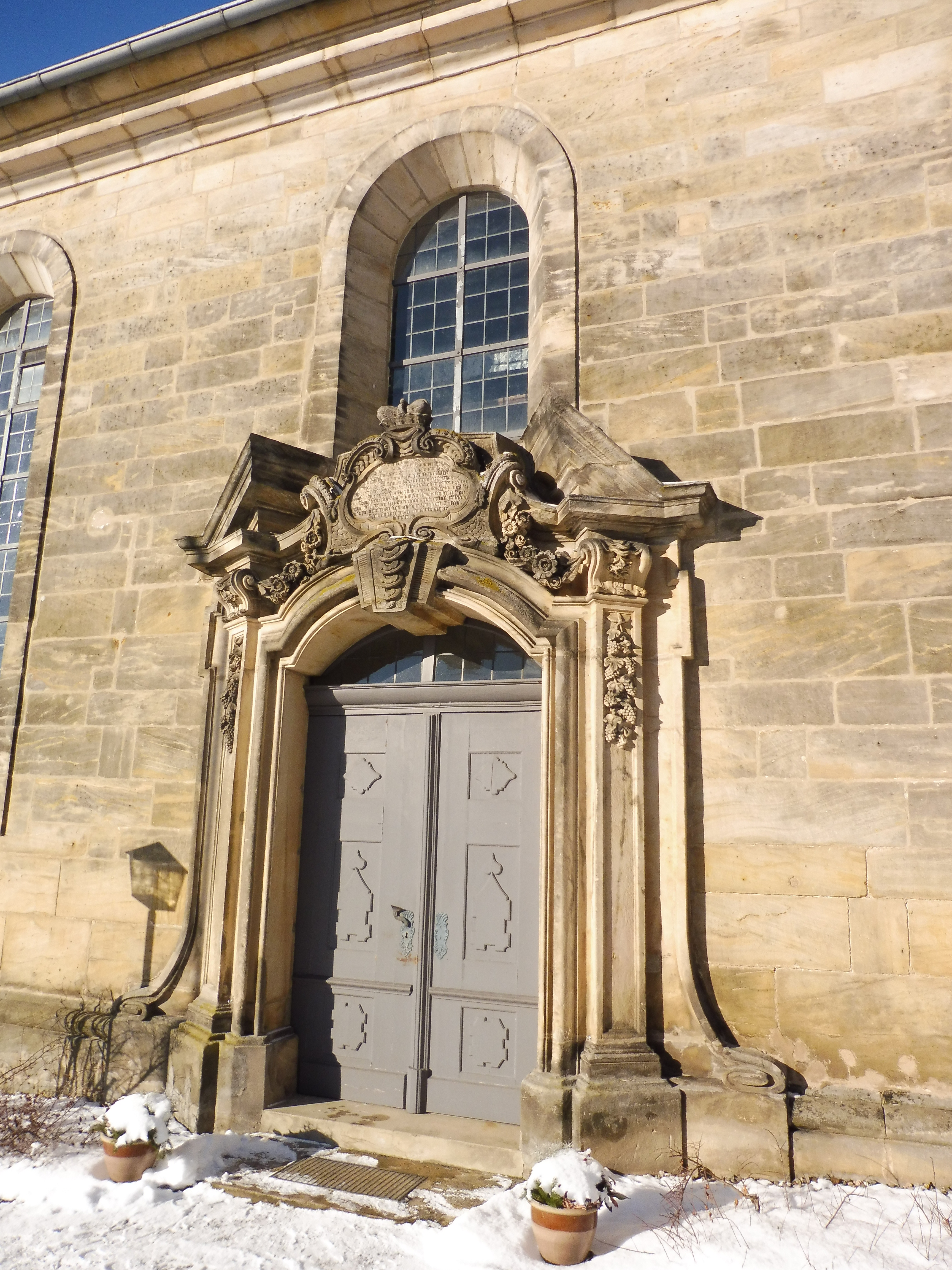
St.-Jakob-Kirche Obernsees, Südportal

Die am markgräflichen Hof zu Bayreuth tätige Bildhauerfamilie Räntz zeichnete verantwortlich für die Gestaltung des Südportals. Die Inschrift über dem Portal trägt die Jahreszahl 1728:
„Dem dreieinigen Gott zu Ehren wird Anno MDCCXXIIX unter der ehrwürdigsten Regierung des durchlauchtigsten Fürsten und Herrn Georg Friedrich Carls Markgrafen zu Brandenburg in Preußen, Herzog usw. durch sorgfältige Direktion Hr. Friedrich Caspar Hagens Consistorial-Raths Oberhofprediger und Superintendent und Hr. Wolfgang Friedrich Raths- und Amtmann beider zu Bayreuth diese Kirche von Grund neu aufgeführt und ist dieselbe die erste so unter höchst gedacht Ihre hochfürstl. Durchl. Regierung im ganzen Lande neu auferbauet worden.“

### Gemälde
Die ursprüngliche Ausschmückung der Kirche besorgte der Maler Johann Peter Langheinrich, sie wurde 1761/1762 ergänzt vom Bayreuther Hof- und Kabinettmaler Wilhelm Ernst Wunder. Drei Ölgemälde auf Kalkputz in den rautenförmigen Feldern an der Langhausdecke stellen Christi Geburt, Kreuzigung und Auferstehung dar.
Bei der Sanierung in den Jahren 1978/1979 waren irreparable Schäden an Gemälden der Grund, dass die Abbildungen der zwölf Apostel, je paarweise in den Stichkappen, sowie das Dreieinigkeitssymbol mit der Umschrift „SANCTUS – SANCTUS – SANCTUS DOMINUS ZEBAOTH“ am Chorbogen übermalt wurden.
An der dreiseitig umlaufenden, doppelten Empore befindet sich die für den Markgrafenstil typische Bilder-Bibel. Die obere Empore zeigt 15 alt-testamentarische Bilder, an der unteren Empore befinden sich 18 Bilder aus dem Neuen Testament, darunter jeweils die zugehörige Bibelstelle.
Drei Gemälde früherer Pfarrer sind zu sehen:
- rechts der Kanzel: Pfarrer Christoph Ulrich Althöfer († 1714), Anfang 18. Jahrhundert, Öl auf Leinwand
- links am Chorbogen: Ovales Pfarrbildnis mit Wappen, erste Hälfte des 18. Jahrhunderts, Öl auf Leinwand
- über dem Kanzelaufgang: ein Selbstporträt von Pfarrer Friedrich Thiermann, Inhaber der Pfarrstelle von 1923 bis 1932, er hat sich große Verdienste um die Sanierung der beiden Kirchen der Kirchengemeinde Obernsees gemacht.

### Taufstein
Im Mittelgang vor den drei Stufen, die hoch zum Altarraum führen, steht der kelchförmige, sechseckige Taufstein. Er wurde aus der Vorgängerkirche übernommen. Umlaufend am oberen Rand des aus Sandstein gehauenen Taufsteins ist zu lesen: „Lasset die Kinder zu mir kommen und wehret ihnen nicht denn solcher ist das Himmelreich. Markus 10“. Am Fuß des Taufsteines ist die Jahreszahl „1624“ zu lesen. 

### Kanzel
Die Kanzel wurde Ende des 17. Jahrhunderts in Kulmbach gefertigt. Die Figuren auf dem Schalldeckel stammen aus der Räntz-Werkstatt; unten am Kanzeldeckel schwebt eine Heilig-Geist-Taube. Die Flachnischen der Seitenfelder zeigen Figuren der vier Evangelisten und den Salvator Mundi, gefertigt 1713/1714 von Johann Caspar Fischer.

### Orgel

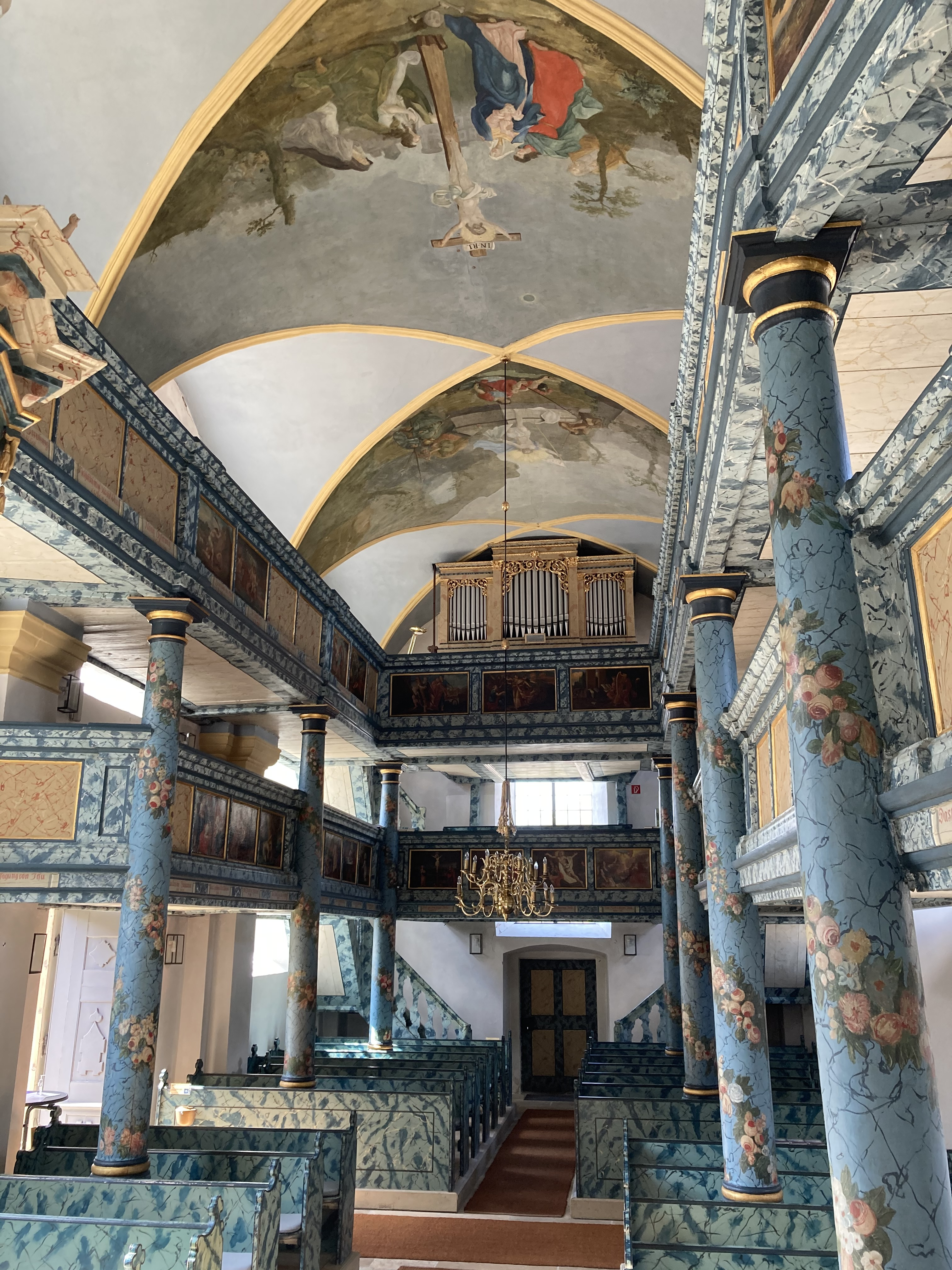
Innenansicht mit Orgel

Die Orgel aus der Werkstatt des Orgelbauers Ludwig Weineck wurde 1859 erbaut, 1964 leicht verändert und 1979 überarbeitet. Das rein mechanische zehnregistrige Schleifladeninstrument hat heute folgende Disposition:
| Manual C–f3 |                  |          |
| 1.          | Principal        | 8′       |
| 2.          | Hohlflauto       | 8′       |
| 3.          | Quintade         | 8′ (neu) |
| 4.          | Octave           | 4′       |
| 5.          | Flauto allemande | 4′       |
| 6.          | Quintflauto      | 3′       |
| 7.          | Octave           | 2′       |
| 8.          | Blockflöte       | 2′ (neu) |
| 9.          | Mixtur III       | 1 ⁄3′    |

| Pedal C–c1 |        |     |
| 10.        | Subbaß | 16′ |

- Koppel: Man/P